# Бруксвил (Флорида)
Бруксвил (енгл. Brooksville) град је у америчкој савезној држави Флорида. По попису становништва из 2010. у њему је живело 7.719 становника.

## Демографија
Према попису становништва из 2010. у граду је живело 7.719 становника, што је 455 (6,3%) становника више него 2000. године.
| Група             | 2000.         | 2010.         |
| Белци             | 5.319 (73,2%) | 5.609 (72,7%) |
| Афроамериканци    | 1.548 (21,3%) | 1.386 (18,0%) |
| Азијати           | 89 (1,2%)     | 71 (0,9%)     |
| Хиспаноамериканци | 223 (3,1%)    | 509 (6,6%)    |
| Укупно            | 7.264         | 7.719         |